# Pinto (Hiszpania)
Pinto – miasto w środkowo-zachodniej Hiszpanii, we wspólnocie autonomicznej Madryt, 20 kilometrów na południe od Madrytu.
Zgodnie z miejscową tradycją nazwa Pinto pochodzi od mauretańskiej legendy o arce, która określała ten obszar jako „geograficzne centrum Półwyspu Iberyjskiego”.

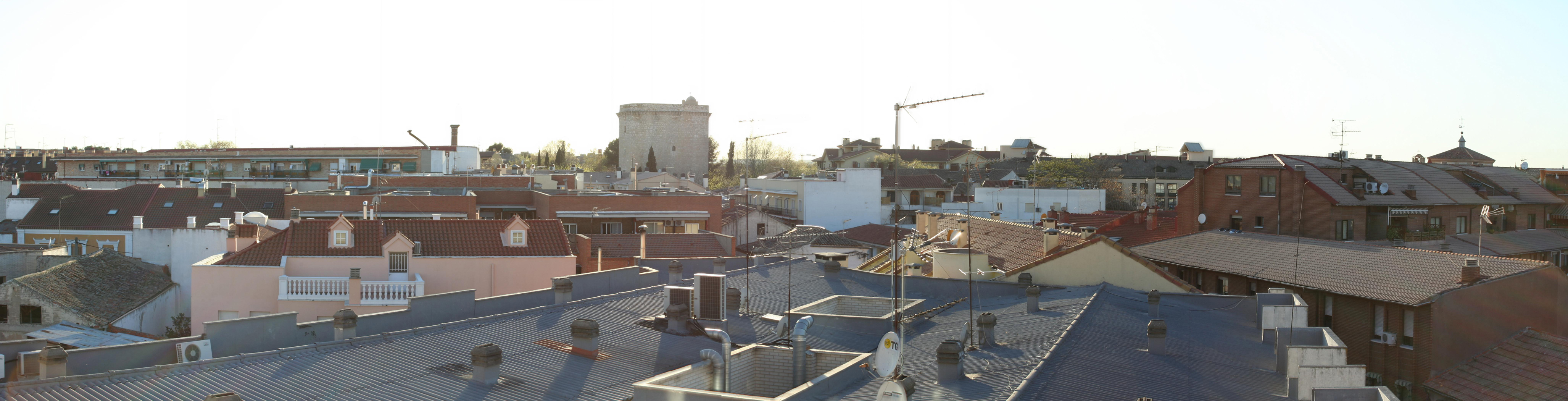